# 2. Handball-Bundesliga
2. Handball-Bundesliga är Tysklands näst högsta handbollsdivision, skapad 1981. Åren 1981–1991 och 1993–2011 var den uppdelad i två serier, 2. Handball-Bundesliga Nord och 2. Handball-Bundesliga Süd.
Flest seriesegrar har TuS Nettelstedt-Lübbecke, fem stycken: 1994, 2002, 2004, 2009 och 2017.